# Manoir de Bricqueboscq
Le manoir de Bricqueboscq ou Briquebost est une demeure, du 1er quart du XVIe siècle, qui se dresse sur le territoire de la commune française de Vesly dans le département de la Manche, en région Normandie. L'édifice est partiellement inscrit au titre des monuments historiques.

## Localisation
Le manoir est situé à 2,7 kilomètres au sud-est de l'église Saint-Pierre de Vesly, dans le département français de la Manche.

## Description
Le manoir, entouré par une ferme en activité, date du XVIe siècle. Il se présente sous la forme d'un corps de logis rectangulaire haut de deux étages sur rez-de-chaussée, flanqué de deux tours d'angle, dont l'une abrite le colombier. Le logis dans le style gothique flamboyant est surmonté d'un niveau de combles qui s'éclairent par des lucarnes.
L'intérieur a conservé ses dispositions ainsi que l'ensemble des cheminées, des portes sculptées avec leurs accolades et leurs écus, des plafonds, les caves, les sols en terre battue dans les tours.

## Protection
Les façades et les toitures du logis, ainsi que le muret de la cour ; les façades et les toitures des communs sud et nord ; les vestiges du porche ouest sont inscrits au titre des monuments historiques par arrêté du 5 mars 2001.